# スピン (小説)
『スピン』は、角川書店より刊行された山田悠介の小説。

## ストーリー
名前も顔も、住んでいる場所も知らない。彼らはインターネットの掲示板で知り合った赤の他人。分かっているのは、お互いのハンドルネームと置かれている状況のみ。その状況も、いじめられている…家族に無視されている…薬に手を染めている…などと様々。しかし、彼らには見えない何かで繋がった…不思議な「友情」があった。そして友人たちの目標「世間への復讐」を果たすため、各々がバスを奪い、東京タワーを目指す。

## 登場人物

### 民間人
奥野 修一（おくの しゅういち）
何をやっても続かない男で、新年早々スーパーのバイトをクビになる。とりあえずお腹を満たすためコンビニに入るが、無意識のうちに万引きをしてしまう。そしてしつこく追いかけてくる店員から逃げるため、目に留まったバスに乗り込む。これから地獄が自分に襲いかかることも知らず…。
尾道 陸（おのみち りく）
現役大学生。高校生の時から桜木と付き合っているが、近頃彼女に対し疲れてきたことに気づく。
桜木 亜弥（さくらぎ あや）
艶のある薄茶色の髪を持ち、デザインメガネをかけている。尾道と共にバスに乗り、バスジャックの人質に。
神木 耕助（かみき こうすけ）
4年目ながら会社内で一番若いバス運転手。今後の家族について不安を抱える、ごく普通の父親。30歳。

### バスジャック犯
中尾 俊介（なかお しゅんすけ）
水戸（茨城）から東京タワーへ向かう。バスに駆け込んだ奥野を勝手に危険視する。中学生。ハンドルネームは“シュン”。
新藤 直巳（しんどう なおみ）
沼田（群馬）から東京へ。手作り爆弾をバスに仕掛け、学校や家庭への復讐を誓う。ハンドルネームは“ナオ”。
定岡 道彦（さだおか みちひこ）
銚子（千葉）から東京へ。人質の桜木に好意を持つ。ハンドルネームは“ドウ”。
東原 藤悟（ひがしはら とうご）
三島（静岡）から出発する。あるアクション映画の主人公を敬愛し、それを真似ながら自分の世界に浸る。15歳。ハンドルネームは“トーゴ”。
川田 三郎（かわだ さぶろう）
佐久（長野）出発予定。インターネットの掲示板でも自分の意見が言えず、弱気。背が小さく、本人はそれを気にしている。15歳。ハンドルネームは“サブ”。
水原 征治（みずはら せいじ）
那須（栃木）からバスジャックする。覚醒剤乱用者。16歳。ハンドルネームは“セージ”。

## 書籍情報
- 単行本：角川書店 2006年6月29日発売、ISBN 9784048736947
- 文庫版：角川文庫 2010年6月23日発売、ISBN 9784043792092